# André-Alexander Weller
André-Alexander Weller (* 30. Januar 1968 in Bad Schlema) ist ein deutscher Ornithologe, Botaniker und Naturschützer.

## Leben und Wirken
Weller studierte von 1988 bis 1994 an der Universität Konstanz Biologie. Seine Diplomarbeit Bioakustische Untersuchungen an Mönchsgrasmücken (Sylvia atricapilla L.) schrieb er am Max-Planck-Institut für Ornithologie in Radolfzell. Zwischen 1995 und 1998 promovierte er am Zoologische Forschungsmuseum Alexander Koenig. Seine Dissertationsarbeit hatte das Thema Biogeographie, geographische Variation und Taxonomie der Gattung Amazilia (Aves: Trochilidae). Seit 1999 arbeitet er als Wissenschaftlicher Mitarbeiter des Museums u. a. im Rahmen des Deutschen Forschungsgemeinschaft-Projektes Biogeographie und Taxonomie andiner Kolibris. Seit 2002 ist er Sekretär des Brehm Fonds für internationalen Vogelschutz e.V., ein Fonds der Forschungs- und Zuchtprogramme für hochbedrohte Vogelarten aus aller Welt fördert.
Seine ornithologischen Forschungsschwerpunkte gelten der Biogeografie, Evolution, Taxonomie, Systematik, Morphologie, Ökologie und Hybridisierung von Kolibris. Neben der Ornithologie beschäftigte er sich auch mit botanischen Fragen. Auch wenn sein Forschungsschwerpunkt sicher die Ornithologie ist, hat er z. B. 2011 über Gefäßpflanzen auf den Kanarischen Inseln und auf Madeira publiziert.
Für das Bundesministerium für Bildung und Forschung schrieb er seit 2012 ein Gutachten über Forschungsvorhaben zur Umsetzung einer Nationalen Strategie zur Biologischen Vielfalt. Von 2008 bis 2014 war er Chefredakteur und seit 2014 Lektor bei der Fachzeitschrift Ornitología Neotropical.
Zwischen 1993 und 1995 nahm er an Vogelberingungsaktionen der Vogelwarte Radolfzell, Neusiedler See und an einer Vogel-Planzählungen auf Sylt teil. Es folgte 1997 ein Praktikum mit Vogelberingung in Mata dos Godoy. 2007 leitete er eine ornithologische Exkursion in der Wagbachniederung. Es folgten zwischen 2007 und 2013 ornithologische und naturkundliche Studienreisen nach Teneriffa, Mallorca, Madeira, in die Vereinigten Arabischen Emirate, Zypern, nach Extremadura, nach Texel und zu den Rieselfeldern Münster. In einem Kooperationsprojekt mit SPAY – Union for the Protection and Development of Hymettus Mountain überwachte er 2010 die Bioakustik von Vögeln am Hymettos. Konzeptionell unterstützte er 2010 das Kunst & Natur-Projekte Vogelflughafen Hamm. Zwischen 2011 und 2013 führte er botanische und ornithologische Exkursionen an der Siegniederung durch.
Zwischen 1996 und 2009 nahm er an zahlreichen museumsbezogenen Forschungsreisen teil. So besuchte er 1996 für die Neotropical Ornithological Society das Museu Nacional da Universidade Federal do Rio de Janeiro, das Museu de Zoologia da Universidade de São Paulo und das Museu de Biologia Professor Mello Leitão in Santa Teresa. Im Rahmen einer Förderung durch die Deutsche Forschungsgemeinschaft (DFG) suchte er 1996 und 2000 Natural History Museum at Tring auf. Für die DFG war er auch zwischen 1996 und 2004 in den Vereinigten Staaten unterwegs. Mit Besuchen des American Museum of Natural History, dem Museum der Academy of Natural Sciences, des National Museum of Natural History, dem Louisiana Museum of Natural History, dem Louis Agassiz Museum of Comparative Zoology, dem Field Museum of Natural History und dem Moore Laboratory of Zoology war er praktisch an allen wichtigen naturhistorischen Museen der USA. Im Jahr 2000 besuchte er in Bogota das Instituto de Ciencias Naturales und in Lima das Museo de Historia Natural. 2001 waren es das Naturhistorische Museum in Bern und die Colección Ornitológica William H. Phelps in Caracas, die er besuchte. Ein Jahr später folgte das Zoologische Museum Sankt Petersburg und 2009 die Polnische Akademie der Wissenschaften.
Im Zeitraum von 1999 bis 2013 hatte er den Vorsitz im  Student Fund Committee der Neotropical Ornithological Society. In dieser Gesellschaft arbeitet er seit 2008 als Mitglied des Board of Directors mit.

## Erstbeschreibungen durch André-Alexander Weller
Weller hat einige Arten bzw. Unterarten, die neu für die Wissenschaft waren, beschrieben. Dabei hat er mit u. a. gemeinsam mit Karl-Ludwig Schuchmann, Iris Heynen, Swen Christoph Renner, Eike Wulfmeyer, Alexander Cortés-Diago, Luis Alfonso Ortega und Luis Mazariegos-Hurtado zusammen publiziert. Zu den neuen Arten und Unterarten gehören chronologisch u. a.:

### Arten
- Isabella-Schneehöschen (Eriocnemis isabellae Cortes-Diago, Ortega, Mazariegos-Hurtado & Weller, 2007)

Der Glänzende Sonnenengel (Heliangelus splendidus) und die dazu gehörende Unterart Heliangelus splendidus pyropus, die Weller 2011 beschrieb, wurden vom South American Classification Committee abgelehnt.

### Unterarten
- Braunschwanzamazilie (Amazilia tzacatl brehmi Weller & Schuchmann, 1999)
- Grünbauchamazilie (Amazilia cupreicauda pacaraimae (Weller, 2000))
- Kupferglanz-Höschenkolibri (Haplophaedia aureliae cutucuensis Schuchmann, Weller & Heynen, 2000)
- Violettkehl-Höschenkolibri (Eriocnemis vestita arcosae Schuchmann, Weller & Heynen, 2001)
- Langschwanz-Höschenkolibri (Eriocnemis luciani meridae Schuchmann, Weller & Heynen, 2001)
- Samtstirn-Brillantkolibri (Heliodoxa xanthogonys willardi Weller & Renner, 2001)
- Samtbauchkolibri (Lafresnaya lafresnayi longirostris Schuchmann, Weller & Wulfmeyer, 2003)
- Grünschwanzsylphe (Lesbia nuna aureliae Weller & Schuchmann, 2004)
- Grünschwanzsylphe (Lesbia nuna huallagae Weller & Schuchmann, 2004)
- Amethystsonnennymphe (Heliangelus amethysticollis apurimacensis Weller, 2009)

## Werke (Auswahl)
- On types of trochilids in the Natural Museum, Tring. I. Amazilia sumichrasti Salvin, in relation to morphology and biogeography within the A. beryllina complex. In: Bulletin of the British Ornithologists’ Club. Band 118, Nr. 4, 1998, S. 249–256 (biodiversitylibrary.org).
- mit Karl-Ludwig Schuchmann: Geographical variation in the southern distributional range of the Rufous-tailed Hummingbird,Amazilia tzacatl De la Llave, 1832: a new subspecies from Nariño, southwestern Colombia. In: Journal of Ornithology. Band 140, Nr. 4, 1999, S. 457–466, doi:10.1007/BF01650990.
- On types of trochilids in The Natural History Museum, Tring II. Re-evaluation of Erythronota (?) elegans Gould 1860: a presumed extinct species in the genus Chlorostilbon. In: Bulletin of the British Ornithologists’ Club. Band 119, Nr. 3, 1999, S. 197–202 (biodiversitylibrary.org).
- Biogeography, geographic variation and habitat preference in the Amazilia Hummingbird, Amazilia amazilia Lesson (Aves: Trochilidae), with notes on the status of Amazilia alticola Gould. In: Journal für Ornithologie. Band 141, Nr. 1, 2000, S. 93–101, doi:10.1007/BF01651776.
- A new hummingbird subspecies from southern Bolivar, Venezuela, with notes on biogeography and taxonomy of the Saucerottia viridigaster-cupreicauda species group. In: Ornitologia Neotropical. Band 11, Nr. 2, 2000, S. 143–154 (ibiologia.unam.mx [PDF; 609 kB]).
- mit Karl-Ludwig Schuchmann, Iris Heynen: Biogeography and taxonomy of the Andean hummingbird genus Haplophaedia Simon (Aves: Trochilidae), with the description of a new subspecies from Southern Ecuador. In: Ornithologischer Anzeiger. Band 39, Nr. 1, 2000, S. 17–42 (englisch, deutsch, zobodat.at [PDF; 2,6 MB]).
- On types of trochilids in the Natural History Museum, Tring III. Amazilia alfaroana Underwood (1896), with notes on biogeography and geographical variation in the Saucerottia saucerrottei superspecies. In: Bulletin of the British Ornithologists’ Club. Band 121, Nr. 2, 2001, S. 98–107 (biodiversitylibrary.org).
- mit Swen Christoph Renner: A new subspecies of Heliodoxa xanthogonys (Aves, Trochilidae) from the southern Pantepui highlands, with biogeographical and taxonomic notes. In: Ararajubo. Band 9, Nr. 1, 2001, S. 1–5 (revbrasilornitol.com.br [PDF; 510 kB]).
- mit Karl-Ludwig Schuchmann, Iris Heynen: Systematics and biogeography of the Andean genus Eriocnemis (Aves: Trochilidae). In: Journal of Ornithology. Band 142, Nr. 4, 2001, S. 433–481, doi:10.1007/BF01651342.
- First Confirmed Record of Agyrtria Versicolor (Trochilidae) for Peru. In: Bulletin of the British Ornithologists’ Club. Band 122, Nr. 4, 2002, S. 314–317 (biodiversitylibrary.org).
- Karl-Ludwig Schuchmann, Eike Wulfmeyer: Biogeography and taxonomy of Lafresnaya (Trochilidae), with a new subspecies from Colombia. In: Ornitologia Neotropical. Band 14, 2003, S. 157–171 (unam.mx [PDF; 578 kB]).
- mit Karl-Ludwig Schuchmann: Biogeographic and taxonomic revision of the trainbearers Lesbia (Trochilidae), with the description of two new subspecies. In: Ornithologischer Anzeiger. Band 43, Nr. 2, 2004, S. 115–136 (englisch, deutsch, zobodat.at [PDF; 1,5 MB]).
- A hummingbird species new to Peru: range extension for the Greenish Puffleg Haplophaedia aureliae. In: Bulletin of the British Ornithologists’ Club. Band 125, Nr. 2, 2005, S. 136–140 (biodiversitylibrary.org).
- mit Christiane Quaisser: Taxonomic identity of Trochilus verticalis W. Deppe, 1830. In: Zoologische Mededelingen. Band 79, Nr. 3, 2005, S. 147–155 (repository.naturalis.nl [PDF; 232 kB]).
- mit Alexander Cortés-Diago, Luis Alfonso Ortega, Luis Mazariegos-Hurtado: A new species of Eriocnemis (Trochilidae) from southwest Colombia. In: Ornitologia Neotropical. Band 18, Nr. 2, 2007, S. 161–170 (sora.unm.edu [PDF; 480 kB]).
- Revision of the Amethyst-throated Sunangel (Heliangelus amethysticollis): A new subspecies from sounthern Peru. In: Ornitologia Neotropical. Band 20, Nr. 4, 2009, ISSN 1075-4377, S. 609–618.
- mit Karl-Ludwig Schuchmann: Re-evaluation of Agyrtria brevirostris Lesson (Aves, Trochilidae), with notes on its taxonomic status and relationships to A. chionopectus Gould and A. versicolor Vieillot. In: Zoosystematics and Evolution. Band 85, Nr. 1, 2009, S. 143–149, doi:10.1002/zoos.200800020.
- New records and noteworthy range extensions of vascular plants from the Canary Islands and Madeira. In: Bocagiana. Nr. 234, 2011, ISSN 0523-7904, S. 1–11 (publications.cm-funchal.pt [PDF; 338 kB]).
- Geographic and age-related variation in the Violet-throated Sunangel (Heliangelus viola, Trochilidae): evidence for a new species and subspecies. In: Ornitologia Neotropical. Band 22, Nr. 4, 2011, S. 601–614 (sora.unm.edu [PDF; 2,3 MB]).
- mit Karl-Ludwig Schuchmann, Todor Dimitrov Ganchev, Olaf Jahn, Marinêz Isaac Marques: Erfassung residenter und migratorischer Vogelarten im Pantanal Brasiliens. Pantanal – Drehscheibe des Vogelzugs zwischen den Hemisphären der Neuen Welt. In: Zum Fliegen geboren. Band 31, Nr. 1, 2013, S. 3–5 (brehm-fonds.de [PDF; 5,9 MB]).
- Zwischen Weinbergen und Steppenseen: Natur am Neusiedler See. In: Zum Fliegen geboren. Band 32, Nr. 1, 2014, S. 8–14 (brehm-fonds.de [PDF; 2,9 MB]).
- Das große Orchester der Tiere. In: Zum Fliegen geboren. Band 32, Nr. 1, 2014, S. 14–16 (brehm-fonds.de [PDF; 2,9 MB]).
- Vogel des Jahres 2015. Der Habicht – heimlicher Großstadtjäger. In: Zum Fliegen geboren. Band 32, Nr. 1, 2014, S. 16 (brehm-fonds.de [PDF; 2,9 MB]).
- Bemerkenswerte Gefäßpflanzenfunde im Bonner Raum und Umgebung. In: Floristische Rundbriefe. Band 48/49, Nr. 1, 2015, S. 53–56 (researchgate.net [PDF; 2,3 MB]).
- mit Karl-Ludwig Schuchmann, Dietmar Jürgens: Biogeography and taxonomy of racket-tail hummingbirds (Aves: Trochilidae: Ocreatus): evidence for species delimitation from morphology and display behavior. In: Zootaxa. Band 4200, Nr. 1, 2016, ISSN 1175-5326, S. 83–108, doi:10.11646/zootaxa.4200.1.3.
- mit Paolo Ramoni‐Perazzi, Karl‐Ludwig Schuchmann, Irma Alejandra Soto‐Werschitz, Marcelo Passamani: Niches and radiations: A case study on the Andean Sapphire‐vented Puffleg (Eriocnemis luciani) and Coppery‐naped Puffleg (E. sapphiropygia) (Aves, Trochilidae). In: Journal of Avian Biology. 12. November 2019, doi:10.1111/jav.02242.